# Ancyluris
Ancyluris är ett släkte av fjärilar. Ancyluris ingår i familjen Riodinidae.

## Bildgalleri

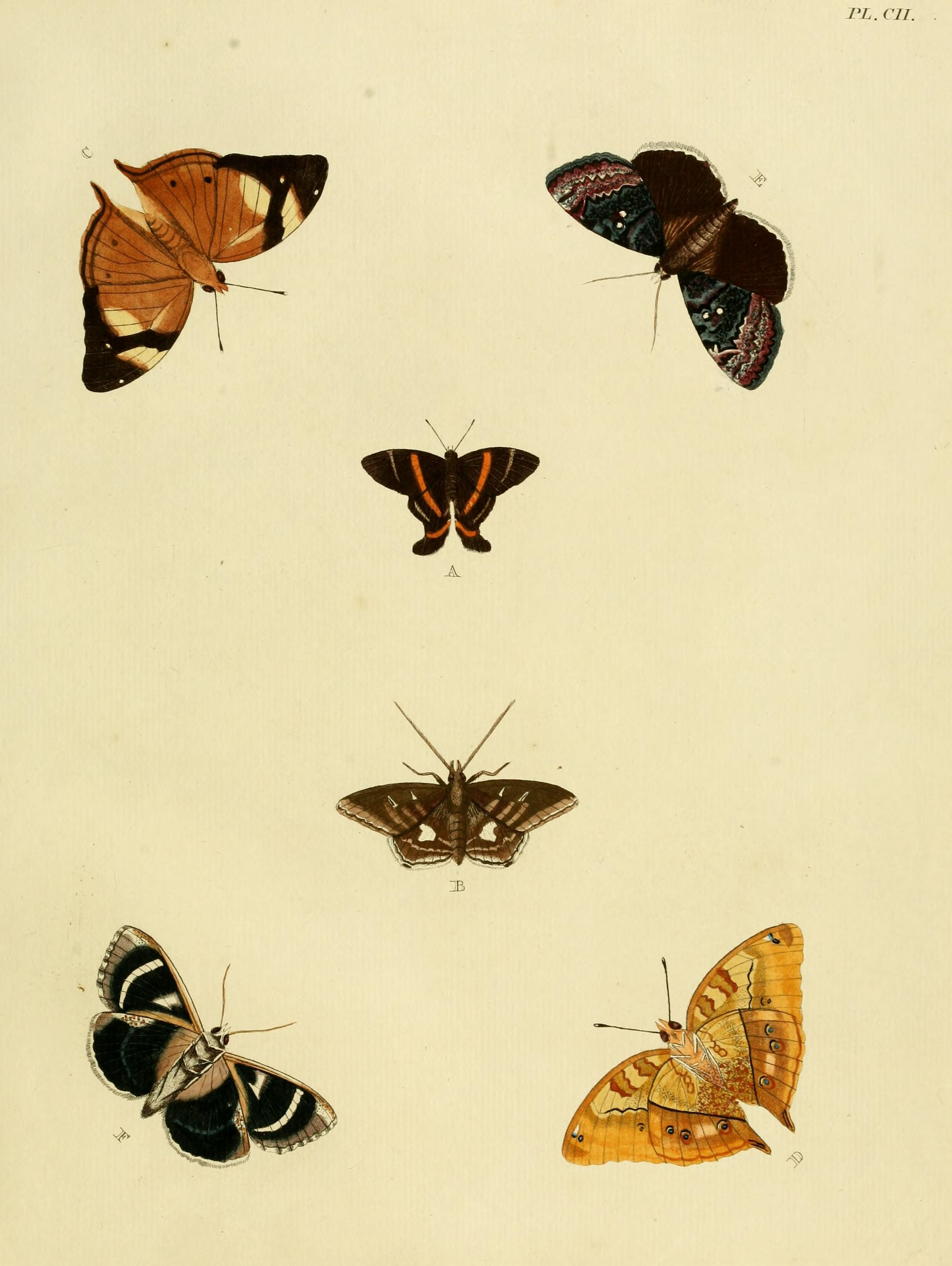
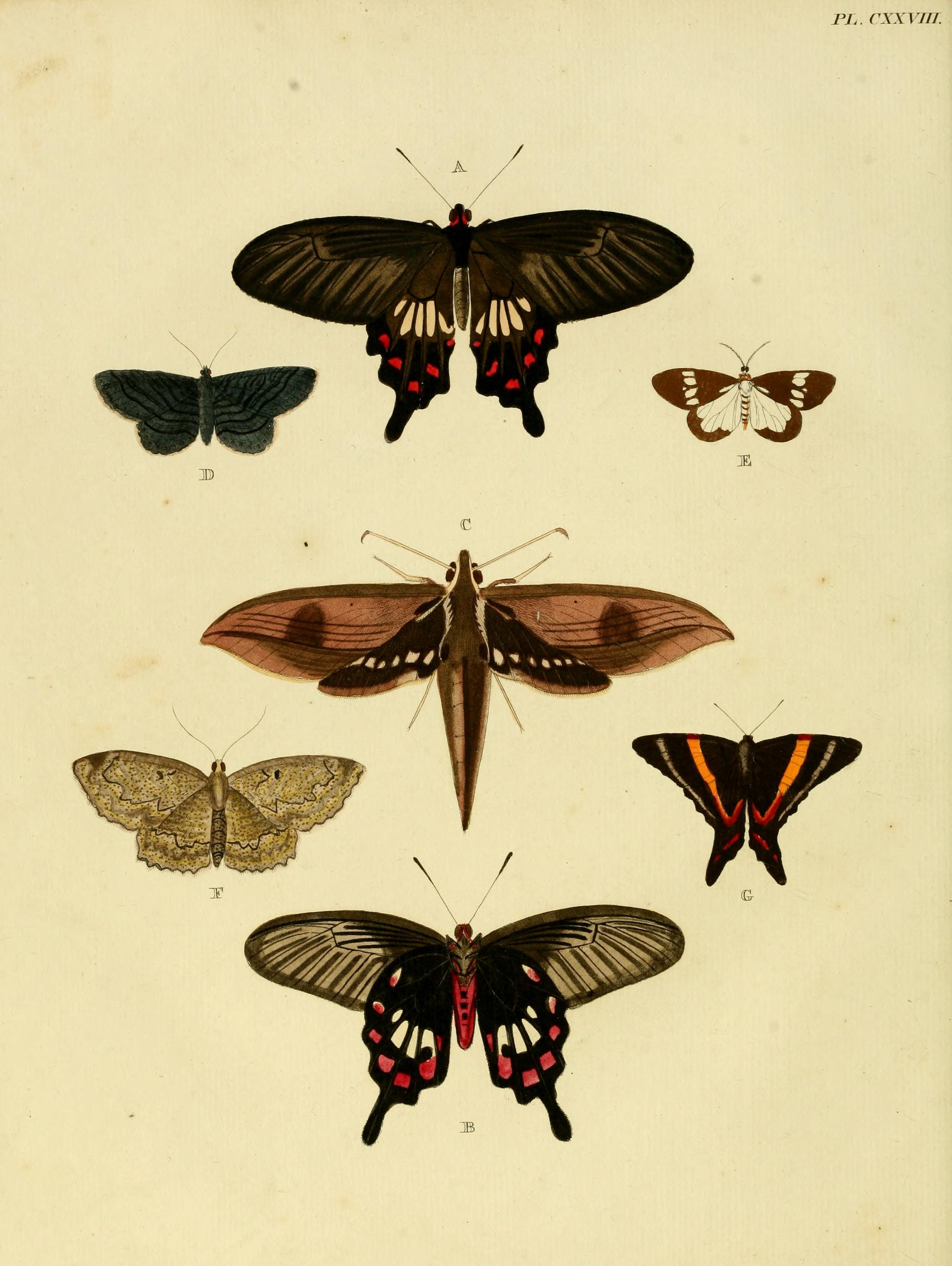
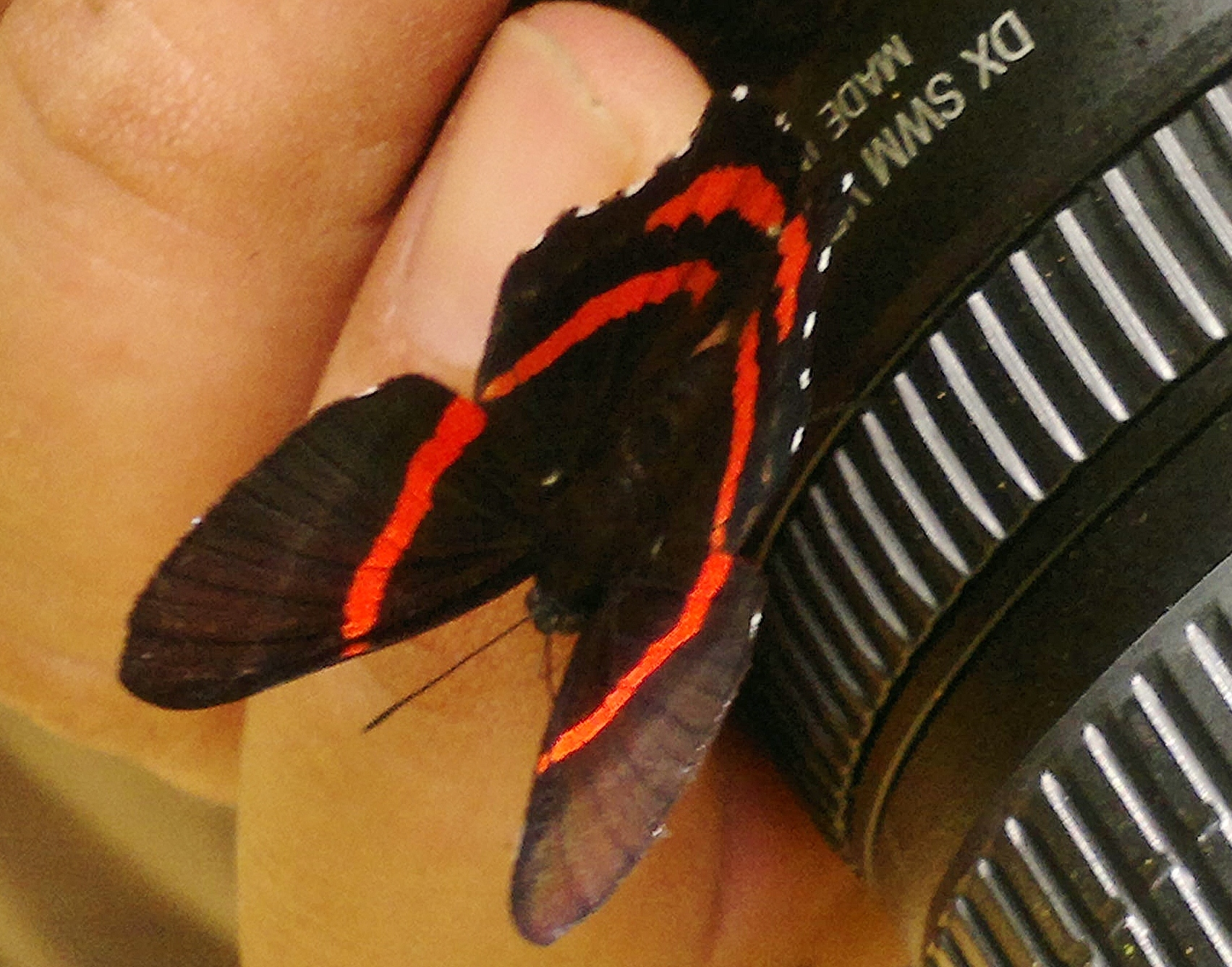
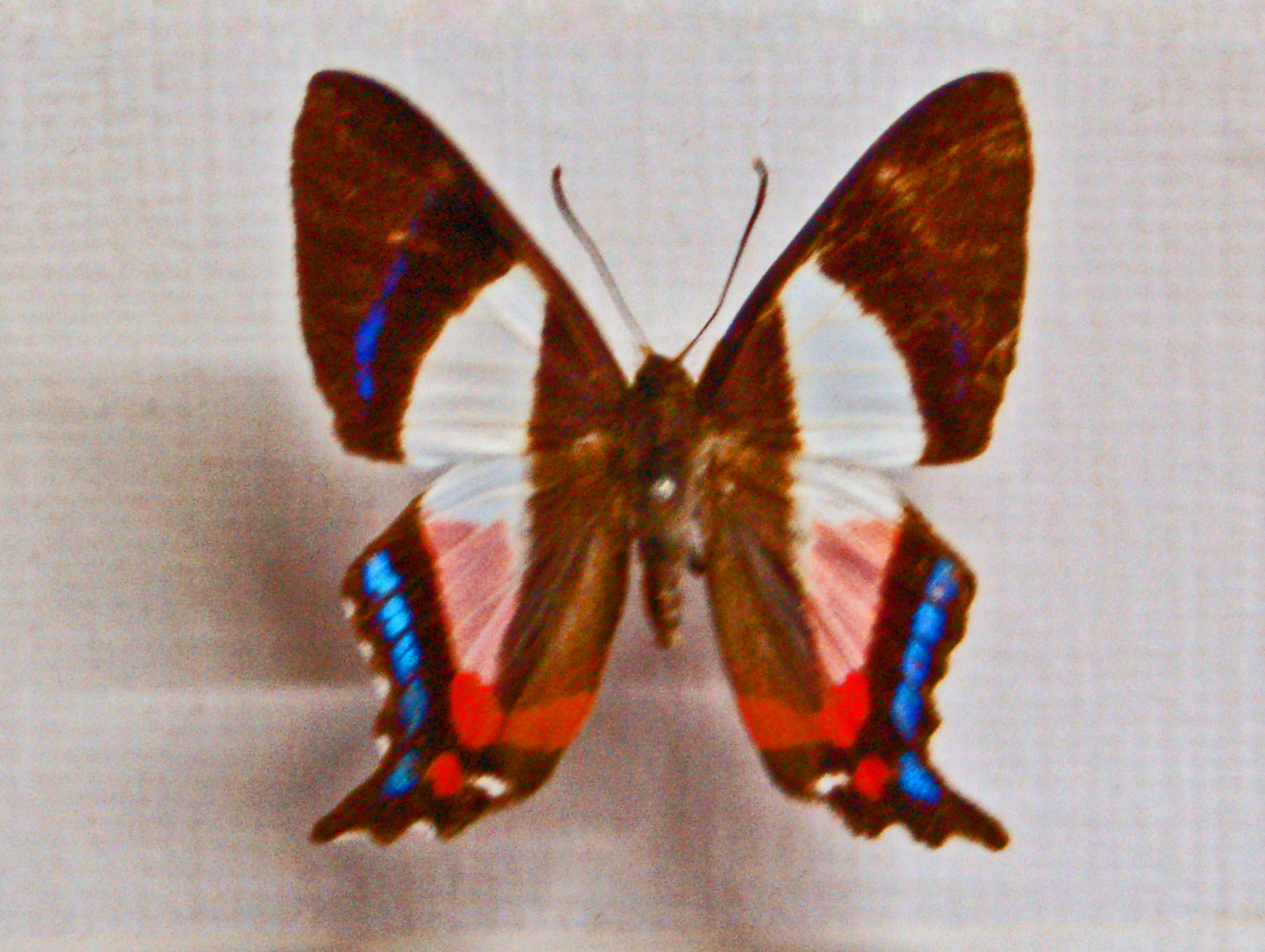
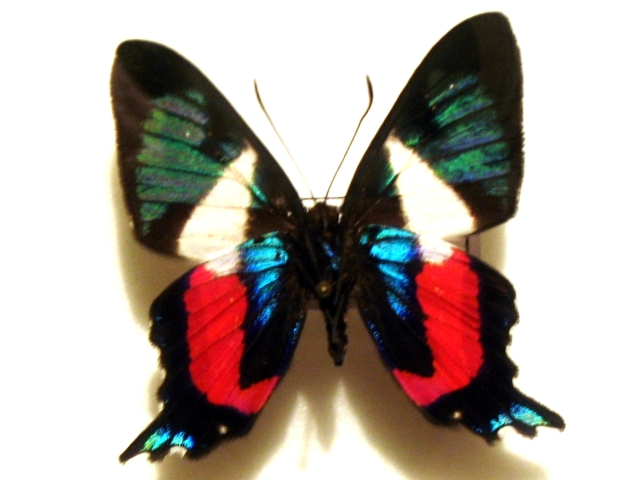
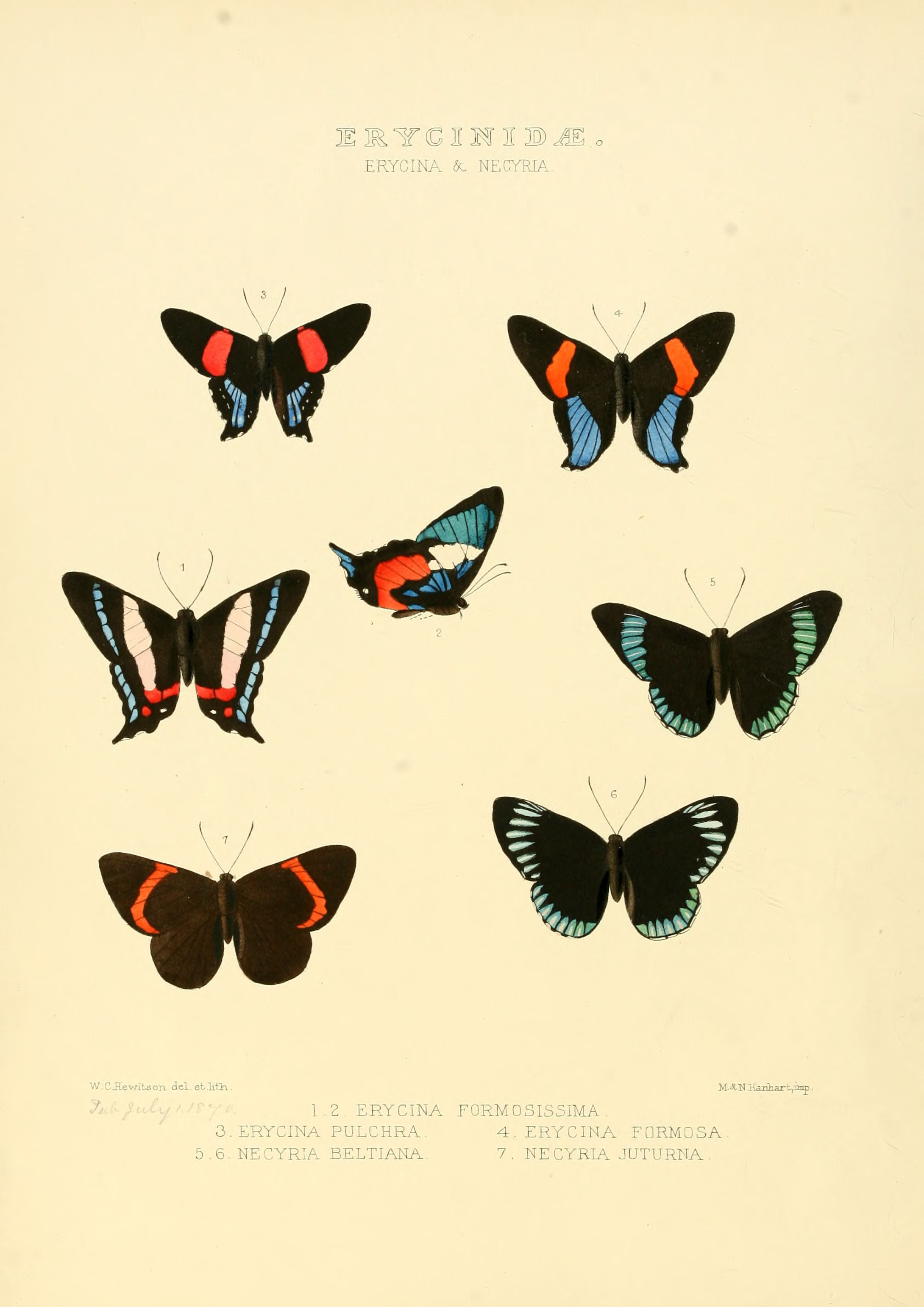

## Dottertaxa tillAncyluris, i alfabetisk ordning[1]
- Ancyluris aristodorus
- Ancyluris atahualpa
- Ancyluris aulestes
- Ancyluris aulica
- Ancyluris cacica
- Ancyluris callias
- Ancyluris colubra
- Ancyluris erigone
- Ancyluris eryxo
- Ancyluris etias
- Ancyluris eudaemon
- Ancyluris formosa
- Ancyluris formosissima
- Ancyluris furia
- Ancyluris gelisae
- Ancyluris glaphyra
- Ancyluris gracilis
- Ancyluris huascar
- Ancyluris inca
- Ancyluris insolita
- Ancyluris jocularis
- Ancyluris julia
- Ancyluris jurgensenii
- Ancyluris lais
- Ancyluris lamprotaenia
- Ancyluris latifasciata
- Ancyluris meliboeus
- Ancyluris melior
- Ancyluris mendita
- Ancyluris micans
- Ancyluris miniola
- Ancyluris mira
- Ancyluris miranda
- Ancyluris molesta
- Ancyluris montezeuma
- Ancyluris mora
- Ancyluris ocollo
- Ancyluris paetula
- Ancyluris pandama
- Ancyluris pausias
- Ancyluris phonia
- Ancyluris pirene
- Ancyluris pomposa
- Ancyluris pulchra
- Ancyluris pyretus
- Ancyluris rubrofasciata
- Ancyluris rubrofilum
- Ancyluris rubrolineata
- Ancyluris seitzi
- Ancyluris sepyra
- Ancyluris silvicultrix
- Ancyluris sogamuxi
- Ancyluris tedea
- Ancyluris thaumasia
- Ancyluris triglitis
- Ancyluris vastata
- Ancyluris venerabilis
- Ancyluris xanthozona
- Ancyluris zinna